# NGC 4217
NGC 4217 је спирална галаксија у сазвежђу Ловачки пси која се налази на NGC листи објеката дубоког неба.
Деклинација објекта је + 47° 5' 24" а ректасцензија 12h 15m 50,6s. Привидна величина (магнитуда) објекта NGC 4217 износи 11,3 а фотографска магнитуда 12,1. Налази се на удаљености од 20,074 милиона парсека од Сунца. NGC 4217 је још познат и под ознакама UGC 7282, MCG 8-22-87, CGCG 243-53, PGC 39241.